# If I Had a Gun…
«If I Had a Gun… » es una canción de la banda británica de rock Noel Gallagher's High Flying Birds, escrita por Noel Gallagher para su disco debut Noel Gallagher's High Flying Birds. El sencillo fue lanzado el 26 de diciembre de 2011 en todas las regiones menos en el Reino Unido.

## Historia
La canción fue escrita en Lima, Perú, originalmente habían pensado en lanzarla como primer sencillo del  álbum, pero fue cambiada por "The Death of You and Me" ya que Noel pensó que sonaba demasiado parecido a Oasis. Noel describió la canción como "emocionalmente edificante y a la par con lo mejor que he escrito".
La canción fue dada a conocer primero mediante internet cuando Noel fue grabado tocándola en una prueba de sonido en Taiwán en abril de 2009 durante la gira asiática del tour Dig Out Your Soul de Oasis.

## Video musical
Filmado en Los Ángeles, California, el video musical de "If I Had a Gun…" se desarrolla en torno a una boda donde Noel aparece actuando como sacerdote. En el video, la boda se está realizando en el patio de una casa, justo a un lado de una piscina decorada para la ocasión. Durante la ceremonia aparece un vaquero en un caballo, desciende y desde el otro extremo de la piscina se lanza al agua. Del otro lado, las damas de honor le piden a la novia (Peyton List) que también se lance. El vaquero y la novia se encuentran en el fondo de la piscina y se funden en un beso. Luego, parten hacia el atardecer juntos en el caballo.
El video parece ser parte de una historia compuesta por tres videos, comenzando con "If I Had a Gun…" luego "The Death of You and Me" y terminando con "AKA… What a Life!"; sin embargo los videos no fueron lanzados cronológicamente ya que los sencillos salieron en orden diferente.[cita requerida]
Al final del video Noel llega en una camioneta al mismo restaurante que aparece también en el video de "The Death of You and Me" y, en el fondo, mientras él va caminando hacia la puerta del restaurante se escucha un previo de "Shoot a Hole Into the Sun", una versión remezcla de "If I Had a Gun…" de su próximo álbum de 2012 con la colaboración de Amorphous Androgynous.

## Lista de canciones
| N.º | Título                    | Duración |  |
| 1.  | «If I Had a Gun…»         | 4:18     |  |
| 2.  | «I'd Pick You Every Time» | 2:11     |  |

| Descarga digital |                                   |          |  |
| N.º              | Título                            | Duración |  |
| 3.               | «If I Had a Gun…»                 | 4:18     |  |
| 4.               | «I'd Pick You Every Time»         | 2:11     |  |
| 5.               | «If I Had a Gun…» (Video musical) | 4:47     |  |

## Listas musicales y recepción
Al terminar la semana del 21 de enero "If I Had a Gun..." alcanzó el número 95 en el UK Singles Chart.